# Последний защитник Камелота
«Последний защитник Камелота» (англ. The Last Defender of Camelot) — сборник рассказов и повестей американского писателя-фантаста Роджера Желязны.
Сборник рассказов был издан несколько раз — в 1980, 1981 и в 2002 годах.
Сборник 1980 года был издан в мягкой обложке (в формате покет-бук) и содержал рассказы:
- Страсти господни (англ. Passion Play) (написан в 1962)
- Всадник! (англ. Horseman!) (написан в 1962)
- Пиявка из нержавеющей стали (англ. The Stainless Steel Leech) (написан и издан впервые в 1963 году под псевдонимом Харрисон Денмарк)
- Ужасающая красота (англ. A Thing of Terrible Beauty) (написан в 1963)
- Сообщающий форму (англ. He Who Shapes) (написан в 1964, премия Небьюла 1966 года за лучший рассказ)
- И вот приходит сила (англ. Come now the Power) (написан в 1966)
- Ауто-да-фе (англ. Auto-Da-Fe) (написан в 1967)
- Долина проклятий (англ. Damnation Alley) — повесть, опубликована в журнальной версии (написан в 1967), на основе повести в 1969 году Желязны опубликовал одноимённый роман
- Жизнь, которую я ждал (англ. For a Breath I Tarry) (написан в 1966)
- Мёртвое и живое (англ. The Engine at Heartspring's Center) (написан в 1974)
- Игра крови и пыли (англ. The Game of Blood and Dust) (написан в 1975)
- Награды не будет (англ. No Award) (написан в 1977)
- Не женщина ли здесь о демоне рыдает? (англ. Is there a Demon Lover in the House?) (написан в 1977)
- Последний защитник Камелота (англ. The Last Defender of Camelot) (написан в 1979, премия Балрог 1980 года за лучший короткий рассказ)
- Жди нас, Руби Стоун (англ. Stand Pat, Ruby Stone) (написан в 1978)
- Получеловек (англ. Half Jack) (написан в 1979)

В 1981 году сборник был переиздан в твёрдом переплёте с дополнительно включёнными рассказами:
- Все уходят (англ. Exeunt Omnes) (написан в 1980)
- Огонь и/или лёд (англ. Fire And/Or Ice)
- Джек-тень (англ. Shadowjack) (написан в 1978, является приквелом к роману «Джек из Тени»)
- Очень хороший год (англ. A Very Good Year) (написан в 1979)

В 2002 году был издан сборник в виде электронной книги формата iBooks для устройств компании Apple. В состав сборника входили как уже опубликованные, так и не изданные ранее произведения:
- Введение (англ. Introduction), написанное Робертом Сильвербергом
- И вот приходит сила
- Жизнь, которую я ждал
- Мёртвое и живое
- Получеловек
- Возвращение палача (англ. Home is the Hangman) (написан в 1975, премии Хьюго и Небьюла 1976 года)
- Вечная мерзлота (англ. Permafrost) (написан в 1986)
- ЛОКИ 7281 (англ. LOKI 7281)
- Манна небесная (англ. Mana from Heaven) (1984)
- 24 вида горы Фудзи кисти Хокусая (англ. 24 Views of Mt. Fuji, by Hokusai) (написан в 1985)
- Вернись к месту убийства, Алиса, любовь моя (англ. Come Back to the Killing Ground, Alice, My Love) (написан в 1992)
- Последний защитник Камелота